# Vista desde la ventana en Le Gras

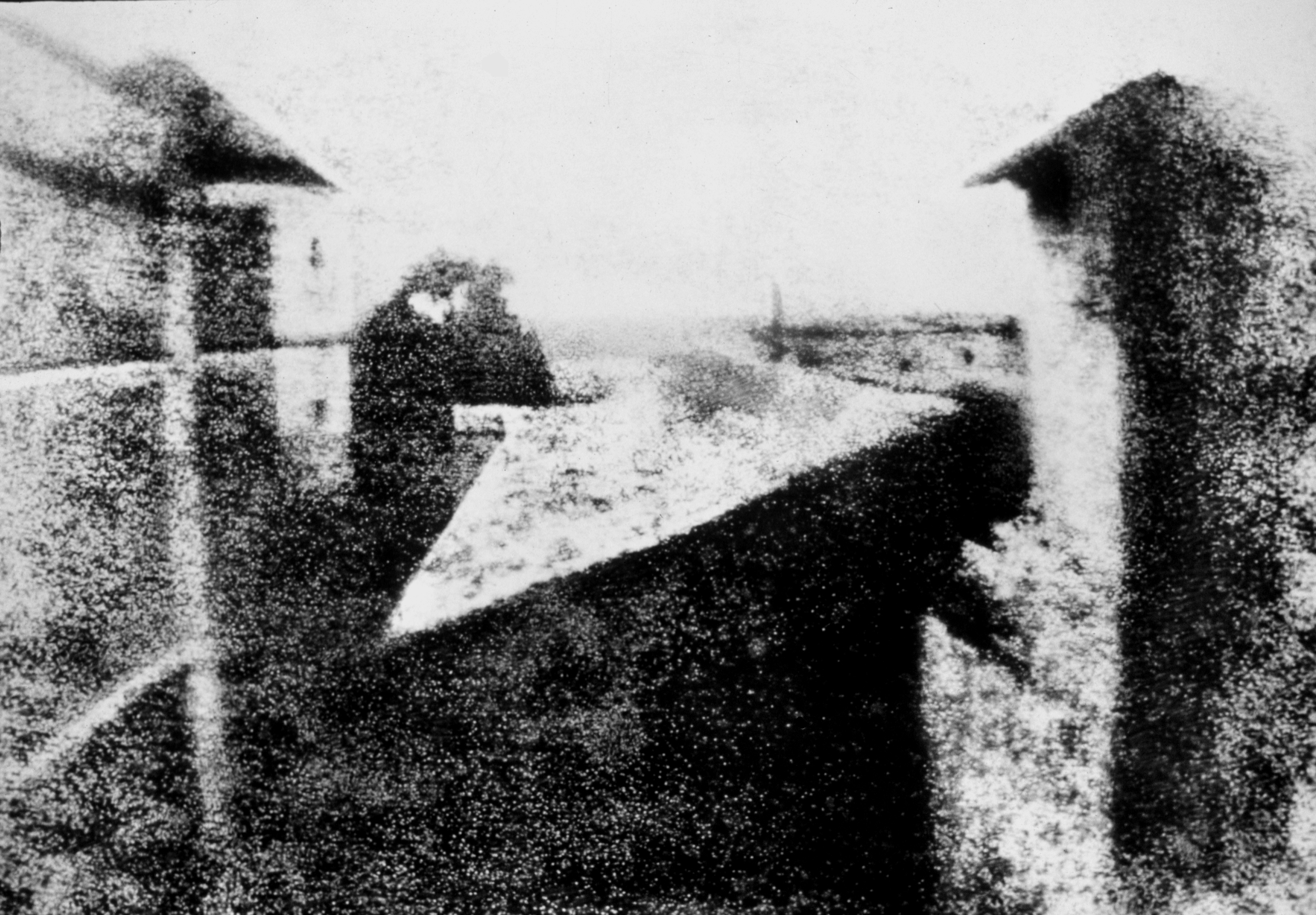
Vista desde la ventana en Le Gras. Debido a las 7 horas de exposición, la luz del sol ilumina los edificios de ambos lados.

«Vista desde la ventana en Le Gras» (en francés, Point de vue du Gras) es la fotografía permanente más antigua que se conserva. Fue tomada por el ingeniero e inventor francés Joseph Nicéphore Niépce en julio de 1824 desde una ventana de su finca, Le Gras, ubicada en Saint-Loup-de-Varennes, Francia.
Niépce capturó la foto con una cámara oscura enfocada en una placa de peltre de 20 × 25 cm tratada con betún de Judea. Como resultado de las ocho horas de exposición, la luz del sol ilumina los edificios de ambos lados.

## Historia
Después de un fallido viaje a Gran Bretaña para intentar que la Royal Society se interesara en el proceso, Niépce dio la foto al botánico Franz Bauer. Fue exhibida al público en 1898 por última vez, y posteriormente cayó en el olvido. Fue adquirida por el coleccionista Helmut Gernsheim, que volvió a sacarla a la luz en 1952 y Kodak realizó una copia.
En 1973, la Universidad de Texas adquirió la colección de Helmut Gernsheim.
Hoy en día, se exhibe en el Harry Ransom Humanities Research Center en la Universidad de Texas en Austin.
La revista Life la incluyó en su lista de las «100 fotografías que cambiaron el mundo».